# Рівночеревець білохвостий
Рівночеревець білохвостий (Orthetrum albistylum) — вид бабок родини справжніх бабок (Libellulidae).

## Поширення
Вид поширений в Європі (крім Піренейського півострова, Британських островів і Північної Європи), Малій Азії, на Кавказі, в Середній Азії, Монголії, Забайкаллі, на Далекому Сході Росії, північному сході Китаю, Корейському півострові та острові Хокайдо (Японія).

## Опис
Тіло завдовжки 45-50 мм, черевце 30-37 мм; заднє крило 33-38 мм, розмах крил до 76 мм. Черевце дещо сплощене, у самців II—V сегменти світлі, блакитного кольору або сизі. У самиць і молодих самців черевце має гратчастий візерунок. У самиць Х-й тергіт черевця білого кольору. Анальні придатки білі (у дуже старих самців верхні придатки чорнуваті). Лоб світлий. Середня лопать передньоспинки велика, посередині виїмчаста. Перепоночка сіра. Птеростигма чорна або темно-коричнева, завдовжки 3-4 мм.